# Нижні Татмиші (Аліковський район)
Ни́жні Татмиші́ (рос. Нижние Татмыши, чув. Анат Татмăш) — присілок у Чувашії Російської Федерації, у складі Єфремкасинського сільського поселення Аліковського району.
Населення — 151 особа (2010; 179 в 2002, 252 в 1979, 309 в 1939, 360 в 1926, 322 в 1906, 194 в 1858).
Національний склад (на 2002 рік):
- чуваші — 99 %

## Історія
Засновано 19 століття як околоток присілку Друга Тінсаріна (нині не існує). До 1866 року селяни мали статус державних, займались землеробством, тваринництвом, ковальством, бондарством. На початку 20 століття діяв вітряк. 1930 року створено колгосп «Сыхлать». До 1927 року присілок входив до складу Яндобинської та Асакасинської волостей Ядринського повіту, з переходом на райони 1927 року — спочатку у складі Аліковського, у період 1962–1965 років — у складі Вурнарського, після чого знову переданий до складу Аліковського району.

## Господарство
У присілку діють клуб, спортивний майданчик та магазин.